# Aboyne
Aboyne (z gae. Abèidh, scots Abyne) – miejscowość w północno-wschodniej Szkocji, w hrabstwie Aberdeenshire, położona na obrzeżach regionu Highlands, na lewym brzegu rzeki Dee, 42 km na zachód od Aberdeen. Znajduje się w niej basen pływacki w Aboyne Academy, całoroczne korty tenisowe, boisko do gry w bowls oraz najstarsze 18-dołkowe pole golfowe na terenie Royal Deeside. W pobliżu leży zamek Aboyne i jezioro Loch of Aboyne.
W Aboyne znajduje się szereg firm, a w tym supermarket Co-op, dwa banki, kilka zakładów fryzjerskich, rzeźnik, kiosk z prasą, indyjska restauracja i urząd pocztowy. Niegdyś we wsi była stacja kolejowa, ale została zamknięta w 1966 r. Obecnie w budynku stacyjnym działa kilka sklepów, a w nieużywanym tunelu kolejowym, biegnącym pod miejscowością, działa klub strzelecki.

## Historia
Początki miejscowości związane są z odbudową zachodniego skrzydła zamku Aboyne w 1671 r. Położenie samego zamku wiąże się ze szlakami wiodącymi z Grampianów na południe. 3 września 1715 r. w Aboyne odbyło się wielkie polowanie tzw. tinchal, zorganizowane przez Johna Erskina, szóstego Earla of Mar, będące pretekstem do spotkania jakobickiej szlachty i lairdów, mającego na celu przedyskutowanie planowanego powstania jakobitów. Powstanie rozpoczęło się trzy dni później w Braemar.

## Klimat
W Aboyne panuje klimat umiarkowany, podobnie jak na całym obszarze Wielkiej Brytanii. Ze względu na wyższe położenie w Szkocji, notowane bywają bardzo niskie temperatury i obfite opady śniegu. Bywa też odwrotnie, temperatury mogą osiągać, szczególnie w miesiącach zimowych, wyjątkowe wartości dla tej szerokości geograficznej, ze względu na występowanie fenu. Do Aboyne należy rekord temperatury dla stycznia i marca w Szkocji: 18.3 °C – 26 stycznia 2003 i 23.6 °C – 27 marca 2012. Styczniowy rekord jest równocześnie styczniowym rekordem Wielkiej Brytanii, który tego samego dnia był wyrównany również w Inchmarlo, Kincardineshire i Aber, w walijskim hrabstwie Gwynedd.

## Turystyka i kultura

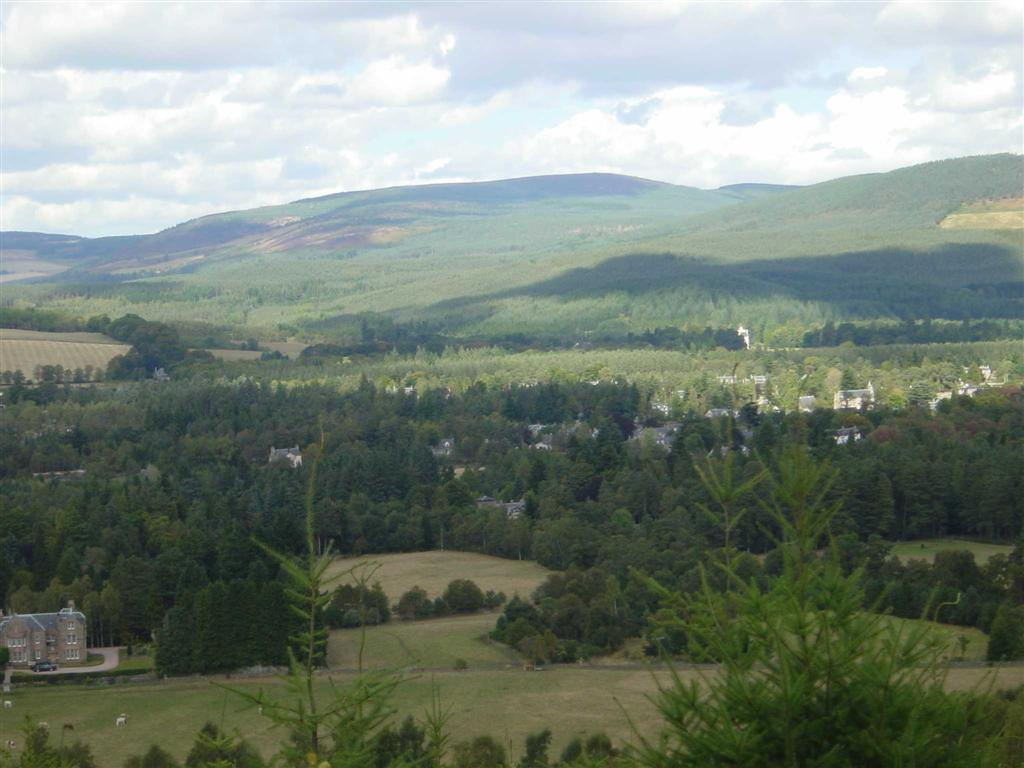
Aboyne ze ścieżki „Fungle”.

Latem, w okresie wzmożonego ruchu turystycznego, znacznie wzrasta liczba ludzi i pojazdów. Zawody Highland Games odbywają się w sierpniu na miejscowym nawsiu. Aboyne jest wyjątkowe, ze względu na posiadanie nawsia, na którym odbywają się zawody, ponieważ zostało zaplanowane przez pierwszych margrabiów Huntly, mających siedzibę na zamku Aboyne, na wzór angielskiej wsi z nawsiem w centrum. Na jego terenie znajdują się boiska do gry w rugby i piłkę nożną i plac zabaw dla dzieci.
W okresie letnim, w pobliskim zamku Balmoral zamieszkuje rodzina królewska.
W Aboyne można uprawiać golf, turystykę pieszą, kolarstwo i szybownictwo z pobliskiego lotniska położonego zaraz za wsią. Miejscowość stała się popularna wśród szybowników z Wielkiej Brytanii i innych krajów Europy dzięki falom górskim powstającym wskutek korzystnego ukształtowania otaczającego terenu. Tutejsze lotnisko ma na swoim terenie dwa równoległe pasy startowe wykonane z asfaltobetonu, biegnące w kierunku wschód-zachód.
Przełęcz za pobliskim Ballater jest terenem wspinaczkowym. Położona kilka kilometrów na zachód wioska Dinnet jest pierwszą miejscowością położoną na terenie Parku Narodowego Cairngorms. Turyści piesi i rowerowi mogą dotrzeć się na szczyt Mount Keen przez las Glen Tanar.
We wsi działają dwie szkoły: średnia Aboyne Academy i podstawowa. Do średniej uczęszcza około 650 uczniów, z czego ok. 1/3 z samego Aboyne, a pozostałe 2/3 z sąsiednich miejscowości. Szkoła ma do dyspozycji pełnowymiarowy basen, a zajęcia z wychowania fizycznego prowadzone są w sąsiednim obiekcie Deeside Community Centre.